# Piñeira (Boal)
Piñeira es una casería perteneciente a la parroquia de Doiras, en el concejo de Boal, comarca de Eo-Navia, Principado de Asturias, España.
Cuenta con una población de 12 habitantes (INE, 2013) y se encuentra a unos 260 m de altura sobre el nivel del mar. Dista unos 7 km de la capital del concejo, tomando desde esta la carretera regional AS-12 en dirección a Grandas de Salime.